# Megaminx

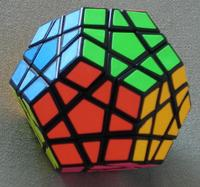
Megaminx de 6 colores resuelto.

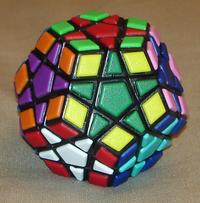
Megaminx de 12 colores, con los colores dispuestos en un patrón de alternancia de esquinas entre caras.

Megaminx es un rompecabezas tridimensional de tipo mecánico similar al cubo de Rubik pero con forma de dodecaedro regular. Tiene un total de 50 piezas móviles.

## Historia
El Megaminx, o "Dodecaedro Mágico", fue inventado por varias personas simultáneamente y producido por diferentes compañías fabricantes con diseños ligeramente diferentes. Finalmente, Uwe Mèffert compró los derechos de las patentes y continua vendiéndolo en su tienda de rompecabezas bajo el nombre de Megaminx. Este rompecabezas también es conocido por el nombre de "Hungarian Supernova", inventado por el Dr. Cristoph Bandelow. Su versión del rompecabezas salió primero, seguido del Megaminx de Mèffert. Las proporciones de estas dos versiones son ligeramente diferentes.

## Descripción
El Megaminx tiene la forma de un dodecaedro, posee 12 piezas centrales, una en cada cara; 20 esquinas y 30 aristas. Cada pieza central tiene un color distinto, lo que permite identificar el color de cada cara en su estado resuelto. Las aristas tienen dos colores, y las esquinas tienen tres. Cada cara posee una pieza central, 5 esquinas y 5 aristas. Estas dos últimas son compartidas por las caras adyacentes. Las piezas centrales sólo pueden rotarse sobre su eje, en cambio, las otras piezas pueden ser permutadas mediante la rotación de las caras. 
Dentro de las principales versiones del Megaminx, existen dos: la versión de seis colores, donde las caras opuestas tienen el mismo color; y la de doce colores, donde cada cara tiene un único color.
El objetivo del rompecabezas es mezclar los colores, y luego reordenarlos a su estado original, de modo que cada cara tenga sólo un color.

### Número de combinaciones
Ambas versiones del rompecabezas tienen 20 esquinas y 30 aristas. En ambos casos, sólo son posibles permutaciones pares, independiente del resto de las piezas. Mientras en un Cubo de Rubik es posible tener dos aristas y dos esquinas cambiadas, en un Megaminx es imposible. Hay 20!/2 maneras de organizar las esquinas y 319 formas de orientarlas, debido a que la orientación de la última esquina depende de las demás . Hay 30!/2 maneras de organizar las aristas y 229 formas de orientarlas.
{\displaystyle {\frac {20!\times 3^{19}\times 30!\times 2^{29}}{4}}\approx 1.01\times 10^{68}}
El número completo es 100 669 616 553 523 347 122 516 032 313 645 505 168 688 116 411 019 768 627 200 000 000 000 (Aproximadamente 101 undecillones).

## Solución
A pesar de su aspecto y la gran cantidad de combinaciones posibles, el Megaminx no es mucho más difícil de resolver que el clásico Cubo de Rubik (3x3). Esto es porque el Megaminx no presenta un cambio tan drástico, sino que sólo tiene caras pentagonales que son estructuralmente similares a las caras cuadradas del cubo, además de que todas las piezas del Megaminx tienen un equivalente en el rompecabezas 3x3x3. Muchas de las técnicas utilizadas en la resolución del cubo de Rubik pueden ser adaptadas para el Megaminx, exceptuando aquellos algoritmos que involucran giros de las capas internas del cubo ya que el Megaminx no las posee.
La versión de 6 colores introduce un reto adicional. Las aristas vienen en pares idénticos, por la duplicación de colores en caras opuestas. Sin embargo, aunque visualmente indistinguibles, estas aristas no dejarán de estar relacionadas en una relación matemática de paridad. En cualquier posición legal (la que se obtiene sin desensamblar el rompecabezas), siempre hay un número par de aristas intercambiadas. Como estas aristas son idénticas, se puede tener el rompecabezas a punto de ser resuelto, y encontrarse con un par distinto de aristas intercambiadas. La solución es cambiar dos aristas iguales para revertir la paridad y posteriormente resolver el resto del Megaminx.

## Récords

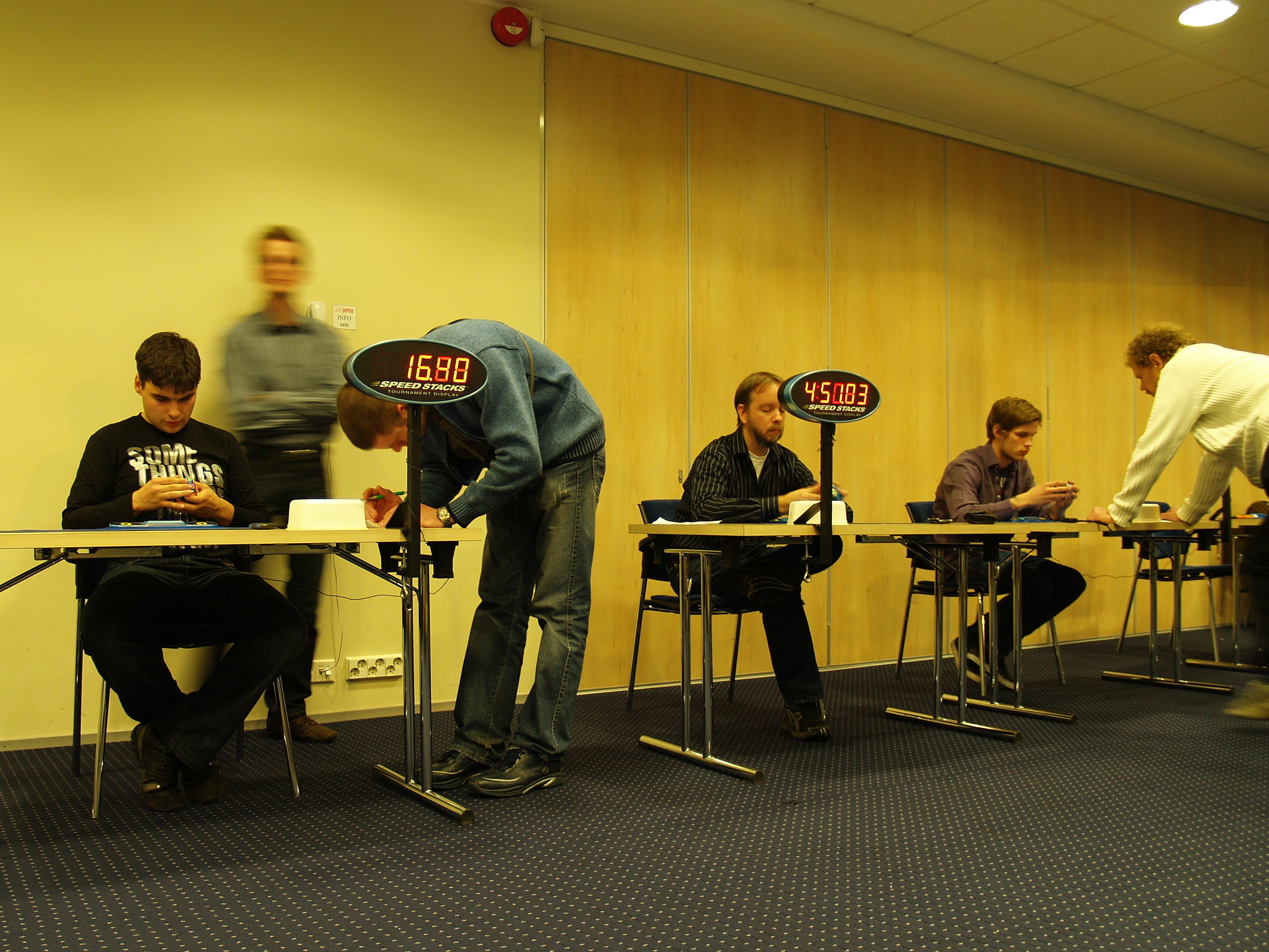
Speedcubing en el Abierto de Estonia de 2011, los participantes están completando Megaminxes.

El récord mundial en la resolución del Megaminx pertenece al argentino Leandro Martín López, quien lo terminó en tan sólo 24.12 segundos en la competición Río Cuarto al Cubo, en diciembre de 2023.
El récord para el promedio de cinco resoluciones es de 26.60 segundos, establecido por el argentino Leandro Martín López en la competición Buenos Aires Fin de Año 2024.
es más complejas de la Megaminx han sido realizadas, incluyendo el Gigaminx, Teraminx, Petaminx, Zettaminx y Yottaminx. Estas son versiones del Megaminx de 5, 7, 9, 13 y 15 capas respectivamente.
Una variante con sólo las esquinas (equivalente a la Impossiball) también ha sido fabricada, llamada la Kilominx, Master Kilominx Gigaminx, Teraminx y Petaminx son producidos en masa, aunque la versión de Mèffert del Kilominx es en su lugar llamada Flowerminx debido a la forma que aparece en cada cara. Se utiliza una versión modificada del mecanismo de la Pyraminx Crystal.
Otra variante es el Holey Megaminx, que no tiene piezas en el centro, algo como el Void Cube. Está siendo producido por Mèffert desde julio de 2009. La mayor variante del Megaminx se llama Atlasminx, que es un dodecaedro 19x19 cuyo peso es de aproximadamente de 7kg y altura de cerca de 38cm.
|  |  |  |  |